# جرجي الكندرجي
جُرجي الكُندَرجي الحلبي (1871 - 1918) شاعر سوري. ولد بمدينة حلب ونشأ بها. تلقى دروسه في مدرسة رهبان مار فرنسيس فيها، ثم قصد أسطنبول ودخل المكتب السلطاني ثلاث سنوات يتلقى العلوم واللغات. وعاد إلى مسقط رأسه بعد أن أجاد التركية والفرنسية والإيطالية، بعد العربية. وظف في البنك العثماني فيها، ثم ترك العمل بعد عامين، وبعد مدة قصد باريس، فاشتغل رئيسًا لحسابات محل تجاري كبير. توفي في آركاشون بفرنسا بعد أن ألّم به داء عضال. له ديوان شعر، جمعه شقيقه بعض منتخباته فيها وسماها الزهيرات.

## سيرته
ولد جُرجي الكُندرَجي الحلبي في سنة 1871 م/ 1288 هـ في مدينة حلب بولاية حلب العثمانية ونشأ بها. درس في مدرسة الفرنسيسكان ثم ارتحل إلى أسطنبول ودخل المكتب السلطاني فدرس فيه ثلاث سنوات يدرس العلوم واللغات، فأتقن الفرنسيّة والتركية والإيطالية. عاد إلى حلب وعمل فيها موظّفًا ثم ترك الوظيفة عمل في المصرف العثماني وبعد عامين، وانتقل إلى باريس وعاش فيها يعمل بالمحاسبة في أحد المحلّات المشهورة. 

توالت في حياته أحزان خاصة، لفقده شقيقته، ثم زوجته، مما جعل حياته من بعدهما كئيبة. توفي في آركاشون بمنطقة آكيتين الجديدة الفرنسية بعد أن ألَّم به داء عضال، في سنة 1918 م/ 1336 هـ.

## شعره
جمع شقيقه منتخبات من شعره، نشرها بعد موته وسماها الزهيرات. وصف بأنه كان رقيق الشعور ذا إحساس مرهف. محبًّا للطبيعة وكلّ ما تحويه. وارتسمت هذه الصفات في أشعاره. ذكره عبد العزيز البابطين في معجمه وقال عنه "يقوم الحنين إلى الوطن (سورية) بدور المحرك والموجّه لموهبة الشاعر، وتظل صور الطبيعة في الوطن، كما في فرنسا ذات هيمنة على الشعور بالمكان، كما تدل لغته وإيقاعاته على ثقافة وخبرة بالمعجم تؤكدها قوافيه الطوال. لقد عاصر حركة الحداثة (الرمزية) في فرنسا، ولكن الحنين «الرومانسي» كان أكثر قربًا إلى روحه
وفكره، وتعبيرًا عن الشعور بالغربة، رغم مضي السنين." 